# Amnon Yitzhak
Pour les articles homonymes, voir Yitzhak.
Amnon Yitzhak, ou Amnon Itshak (hébreu אַמְנוֹן יִצְחָק, né le 8 novembre 1953 à Tel-Aviv (Israël), est un rabbin israélien juif d'origine yémenite et appartenant au mouvement orthodoxe Haredi. 
Il est connu pour ses nombreuses conférences et débats à travers le monde visant à aider et encourager les juifs laïques à devenir davantage religieux et à mettre en application les commandements de la Torah. Il est également meneur d'un organisme a but non lucratif nommée Shofar en Israël à Bnei Brak, qui prodigue des enseignements religieux sur support papier ainsi que numérique, via la plateforme en ligne YouTube.

## Biographie
Amnon Yitzhak, Amnon Itshak est né fils de Yahya Zechariah Yitzchak et Rumia Yitzchak à Tel Aviv, Israël et originaire d'une famille juive Yéménite. Il a été élevé dans un environnement laïc et est devenu religieux à l'âge de 24 ans.
En 1986, il fonde en Israël Shofar, un organisme à but non lucratif. Cette association vise à promouvoir le retour des juifs aux fondements du judaïsme. C'est à partir du début des années 1990 et grâce à ses distributions et autres activités que le Rav Amnon Itshak s'est fait connaitre du monde religieux. Il est l'auteur de deux journaux hebdomadaires nommés Arba Kanfot et Shofar News, destinés à un public général et Haredi. La publication a été arrêtée depuis 2008.

## Campagne anti-vaccination et réfutation de la Covid-19
Dans le cadre de la pandémie de Covid-19, Amnon Ytshak lance en 2020 sur le site Internet de Shofar une campagne intitulée « VirusTV news », où il publie quotidiennement vidéos et articles argumentant que l'épidémie et la crise liée à la Covid-19 sont exagérées par les dirigeants politiques voire abusives, et que les vaccins seraient nocifs. Il accuse Bill Gates et le premier ministre Israélien, Benyamin Netanyahou, de se servir du sujet comme prétexte pour tracer et contrôler la population par l'implantation de puces. Il accuse également le lobby pharmaceutique de tirer profit de la vente de médicaments plutôt que d'éliminer directement les maladies.